# (100844) 1998 HH23
(100844) 1998 HH23 es un asteroide perteneciente al cinturón de asteroides, región del sistema solar que se encuentra entre las órbitas de Marte y Júpiter, descubierto el 20 de abril de 1998 por el equipo del Lincoln Near-Earth Asteroid Research desde el Laboratorio Lincoln, Socorro, Nuevo México, Estados Unidos.

## Designación y nombre
Designado provisionalmente como 1998 HH23. 

## Características orbitales
1998 HH23 está situado a una distancia media del Sol de 3,119 ua, pudiendo alejarse hasta 3,261 ua y acercarse hasta 2,977 ua. Su excentricidad es 0,045 y la inclinación orbital 3,427 grados. Emplea 2012,70 días en completar una órbita alrededor del Sol.

## Características físicas
La magnitud absoluta de 1998 HH23 es 15,1. Tiene 4,898 km de diámetro y su albedo se estima en 0,067. 